# Mika Rissanen
Mika Rissanen (* 12. Januar 1978 in Nurmes in Nordkarelien) ist ein finnischer Autor und Historiker.

## Leben und Werk
Mika Rissanens Werk wurde mit Preisen ausgezeichnet, u. a. erhielt er den finnischen Sachbuchpreis Tieto-Finlandia. Sein Buch Kuohuvaa historiaa (Die Geschichte Europas in 24 Bieren, Co-Autor Juha Tahvanainen) wird 2016 auf Deutsch veröffentlicht. Auch schreibt er Jugendliteratur (Serie Archäomysterien) unter dem Pseudonym Nemo Rossi.
Wissenschaftliche Studien von Rissanen sind auf der alten Geschichte und der europäischen Kulturgeschichte konzentriert.

## Preise
- Sportbuch des Jahres (Vuoden urheilukirja), 2004
- Finlandia-Sachbuchpreis (Tieto-Finlandia), 2005

## Werke

### Sachbücher
- Antiikin Urheilu („Sport in der Antike“) (2004)
- Hävityksen historiaa: Eurooppalaisen vandalismin vuosisadat („Geschichte der europäischen Vandalismus“) (2007)
- Kuohuvaa historiaa: tarinoita tuopin takaa („Die Geschichte Europas in 24 Bieren“) (2014)
- Rooma, suden kaupunki („Rom, die Stadt der Wölfe“) (2018)
- Kadut, kentät ja katsomot („Die Stadt - Die Klubs - Die Fans“, ISBN 978-3-96423-120-8) (2024, deutsche Ausgabe)

### Jugendliteratur (SerieArchäomysterien)
- Rooman sudet („Wölfe von Rom“) (2012)
- Mafian linnut („Mafia Vögel“) (2014)
- Jumalista seuraava („Nächste zu den Göttern“) (2014)
- Viimeinen etruski („Der letzte Etrusker“) (2016)
- Salainen veljeskunta („Die geheime Bruderschaft“) (2018)